# Tour d'Écosse
Le Tour d'Écosse est une course cycliste britannique à étapes qui a figuré au calendrier international de l'UCI durant une quinzaine d'années, à partir de 1967. Le dernier "Tour d'Écosse" à vocation de course internationale est disputé en 1983.

## Histoire
Selon les sources fragmentaires, le Tour d'Écosse est disputé en tant que compétition cycliste amateurs internationale depuis 1967. Sous le nom de Scottish Milk Race, il est ensuite régulièrement présent au calendrier cycliste jusqu'en 1978. Absent en 1979 et 1980, il retrouve vie en 1981 sous le nom de Scottish Health Race

### Quelques caractéristiques
- Course disputée en été. En 1968, du 16 au 20 juillet ; en 1970 du 28 juillet au 1er août ; en 1972, du 18 au 22 juillet ; en 1978, du 14 au 19 juillet.
- Le kilométrage varie entre 755 kilomètres en 1974 et 902 kilomètres en 1983.
- Le nombre d'étapes est entre trois et cinq, voire six si l'on compte une étape fractionnée par une épreuve contre-la-montre.
- La ville de départ est Glasgow. La ville d'arrivée de la course varie selon les éditions. En 1968 la course s'arrête à Aberdeen au nord-est de la province : dernière étape Montrose-Aberdeen[5]. En 1970, la ville d'arrivée (la plus fréquente) est Ayr au sud-ouest de la province : dernière étape Dumfries-Ayr. La ville d'Édimbourg n'est ville-étape qu'en 1978[6], et ville "terminus" de la course qu'en 1983.
- Le parcours de la Scottish Health Race en 1983 couvre l'aire géographique la plus vaste : de Glasgow, il fait étape à Galashiels, North Berwick, Haddington, Dundee, Cumbernauld, Irvine et se termine à Édimbourg.
- La répartition des vainqueurs par nationalités met en relief derrière les coureurs du Royaume-Uni[7]  (six victoires), la Pologne (trois victoires) et la Tchécoslovaquie (deux victoires). Trois pays comptent une victoire : l'Australie, les Pays-Bas et la Belgique.
- Le recordman des vainqueurs d'étapes est le Polonais Ryszard Szurkowski avec cinq victoires (1970 : 1 étape ; 1972 : 2 étapes ; 1975 : 2 étapes).

## Palmarès
| Année     | Premier              | Âge         | Deuxième             | Troisième             | Meilleure équipe |
| 1957      | Ken Laidlaw          | 21 ans      | Jimmy Rae            | Archie McPherson      |                  |
| 1958      | Jimmy Rae            | -           | J. O'Sullivan        | M. Taylor             | Royaume-Uni      |
| 1959      | Ian Moore            | 21 ans      | D. Tarr              | N. Baty               |                  |
| 1960-1966 | Non-disputé          | Non-disputé | Non-disputé          | Non-disputé           | Non-disputé      |
| 1967      | René Pijnen          | 21 ans      | Joop Zoetemelk       | Richard Cromack       | Pays-Bas         |
| 1968      | Peter Buckley        | 24 ans      | Józef Gawliczek      | Danny Horton          |                  |
| 1969      | Brian Joly           | 23 ans      | Danny Horton         | Anton Bartonicek      |                  |
| 1970      | Wojciek Matusiak     | 25 ans      | Aloïs Holik          | Ben Jambroers         | Tchécoslovaquie  |
| 1971      | John Clewarth (en)   | 23 ans      | Claude Aiguesparses  | Peter Doyle (en)      | Royaume-Uni      |
| 1972      | Ryszard Szurkowski   | 26 ans      | Jean-Claude Meunier  | Stanisław Szozda      | Pologne          |
| 1973      | Clyde Sefton         | 22 ans      | Jean Van der Stappen | Doug Dailey (en)      | Belgique         |
| 1974      | Kevin Apter          | 22 ans      | Jiri Bartolsic       | Hans-Joachim Hartnick | Tchécoslovaquie  |
| 1975      | Mieczysław Nowicki   | 24 ans      | Ryszard Szurkowski   | Tadeusz Mytnik        | Pologne          |
| 1976      | Ludek Kubias         | 24 ans      | Ronnie Dillen        | Jiri Bartolsic        | Royaume-Uni      |
| 1977      | Sid Barras           | 29 ans      | Stanisław Szozda     | Michal Klasa          | Tchécoslovaquie  |
| 1978      | Gery Verlinden       | 24 ans      | Rudy Pevenage        | Jiri Bartolsic        | IJsboerke        |
| 1979-1980 | Non-disputé          | Non-disputé | Non-disputé          | Non-disputé           | Non-disputé      |
| 1981      | Milan Jurčo          | 24 ans      | Jiří Škoda           | Alipi Kostadinov      | Tchécoslovaquie  |
| 1982      | Ole Kristian Silseth | 22 ans      | Glen Taylor          | Steve Lawrence        |                  |
| 1983      | Jamie McGahan        | 27 ans      | John Pirard          | O. Andresen           | Norvège          |